# 陳力行 (香港)
陳力行（Daniel Chan Lik-hang，1990年—），香港影評人，現職香港理工大學社會科學、人文及設計學部講師。陳力行以一級榮譽成績畢業於倫敦大學瑪麗王后學院電影研究系，其後在華威大學取得電影及電視研究碩士學位（一級榮譽），主要研究範圍是經典荷里活電影、電影評論和電影美學。學術研究以外，陳力行也是影評人和編劇。現於《明報》撰寫專欄「禾稈珍珠」，與任俠、陳浩勤共同創辦電影組織豐美股肥 Phone Made Good Film，致力向大眾推廣優秀的電影創作。
陳力行是電影《少年》聯合編劇及監製。

## 作品

### 電影
- 少年 （監製、聯合編劇）